# Farnace
Farnace est le titre d'une vingtaine d'opéras du XVIIIe siècle mis en musique par divers compositeurs sur des textes de librettistes divers.
Le premier est d'Antonio Caldara sur un livret de Lorenzo Morari, créé en 1703 au Teatro Sant'Angelo à Venise.
Le dernier est de Giuseppe Sarti sur un livret de Carlo Berti, créé en 1776 au Teatro San Samuele à Venise.
Le livret le plus connu est celui d'Antonio Maria Lucchini, mis en musique pour la première fois par Leonardo Vinci en 1724.
Le plus connu reste le dramma per musica en trois actes d'Antonio Vivaldi, RV 711, sur le livret d'Antonio Maria Lucchini. La première représentation eut lieu au Teatro Sant'Angelo de Venise le 10 février 1727.
Le Farnace de Vivaldi a rencontré un grand succès public lors de sa création. Il fut repris les mois et années suivantes dans des versions quelque peu modifiées, notamment à Prague en 1730 avec ajout d'arias qui n'étaient pas composés par Vivaldi.

## Personnages
- Farnace (Pharnace II), roi du Pont - contralto en travesti (rôle tenu à la création par Maria Maddalena Pieri)
- Tamiri, épouse de Farnace - contralto (rôle tenu à la création par Anna Girò)
- Bérénice, reine de Cappadoce, mère de Tamiri - soprano (rôle tenu à la création par Angela Capuano Romana "La Capuanina")
- Pompeo (Pompée), proconsul romain - castrat contralto (rôle tenu à la création par Lorenzo Moretti)
- Selinda, sœur de Farnace - soprano (rôle tenu à la création par Lucrezia Baldini)
- Gilade, prince de sang royal et capitaine de Bérénice - castrat soprano (rôle tenu à la création par Filippo Finazzi)
- Aquilio, préfet des légions romaines - castrat contralto (rôle tenu à la création par Domenico Giuseppe Galletti)

## Argument
Pharnace, roi du Pont, qui s'oppose à la domination romaine, est vaincu par Pompée. Il ordonne à Tamiri de tuer leur fils puis de se donner la mort pour leur épargner la captivité et le déshonneur. Bérénice, qui poursuit Pharnace d'une haine inexpiable, s'allie à Pompée pour mettre son gendre à mort. Sélinda, sœur de Pharnace, est capturée par le préfet romain Aquilio, qui s'en éprend. Gilade, lui aussi, est amoureux de Selinda; Selinda tente de sauver son frère en dressant l'une contre l'autre. Après maintes péripéties, et selon les règles de l'opera seria, tous sont épargnés et toutes les situations se dénouent heureusement.

## Enregistrements
- Jordi Savall, Le Concert des Nations, Chœur du Théâtre de la Zarzuela - enregistrement public au Téâtre de la Zarzuela à Madrid (complété par ajouts d'extraits de l'opéra homonyme de Francesco Corselli, 1739) - Furio Zanasi, Adriana Fernandez, Sara Mingardo, Gloria Banditelli, Sonia Prina, Fulvio Bettini, Cinzia Forte - Alia Vox 9822 - Naïve 30471, 2009
- Diego Fasolis, I Barocchisti, Coro della Radiotelevisione svizzera Lugano - version de Ferrare 1738, complétée et éditée par Diego Fasolis et frédéric Delaméa - Max Emanuel Cencic, Ruxandra Donose, Mary Ellen Nesi, Ann Hallenberg, Karina Gauvin, Daniel Behle, Emiliano Gonzalez Toro - Virgin Classics, 2010.